# 呂蒂峰
47°13′22″N 9°17′00″E / 47.2229°N 9.28332°E

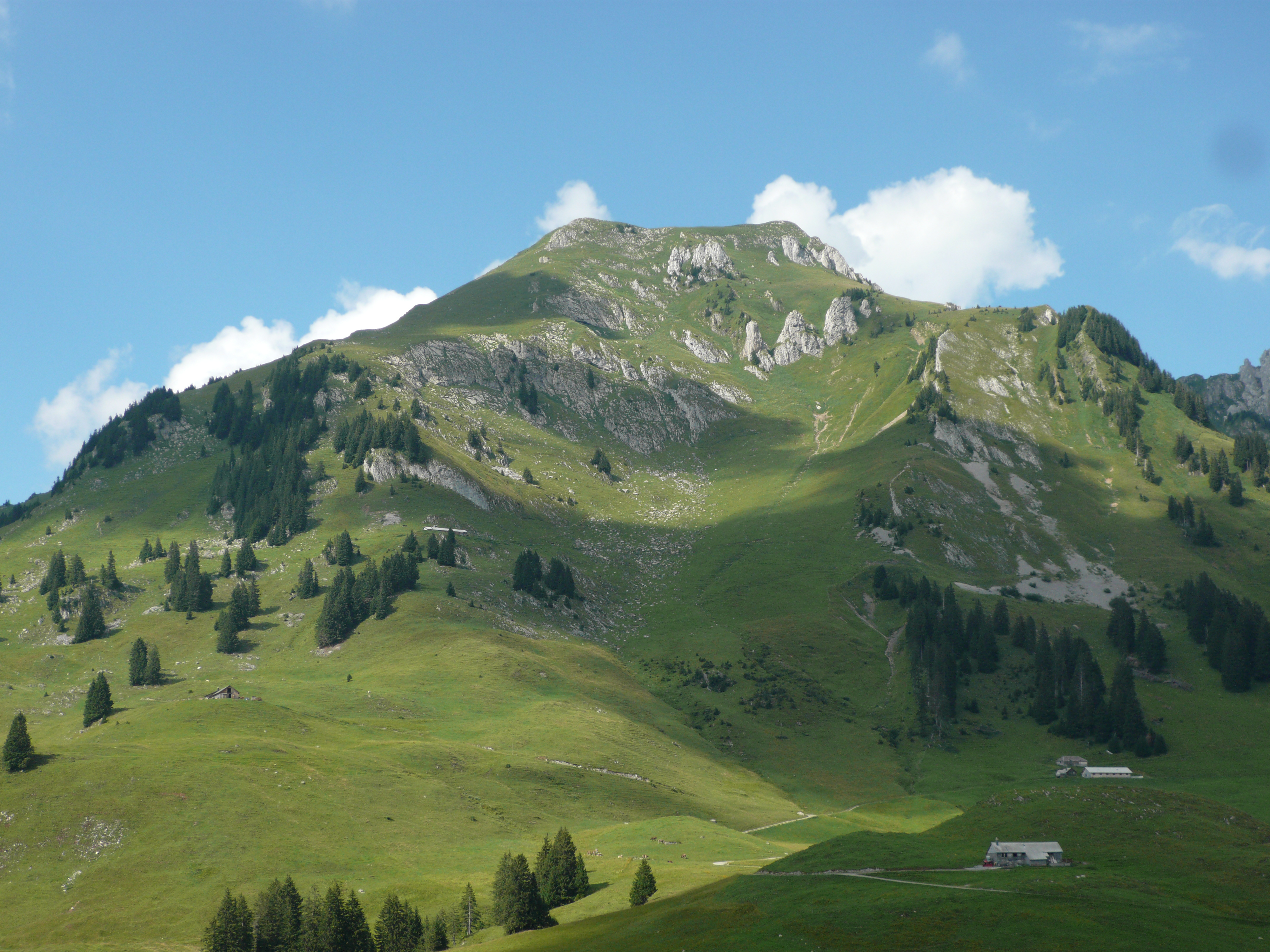

呂蒂峰（德語：Lütispitz），是瑞士的山峰，位於該國東北部，由聖加侖州負責管轄，屬於阿爾卑斯坦山脈的一部分，海拔高度1,987米，每年平均降雨量1,954毫米。